# استخر بی‌انتها

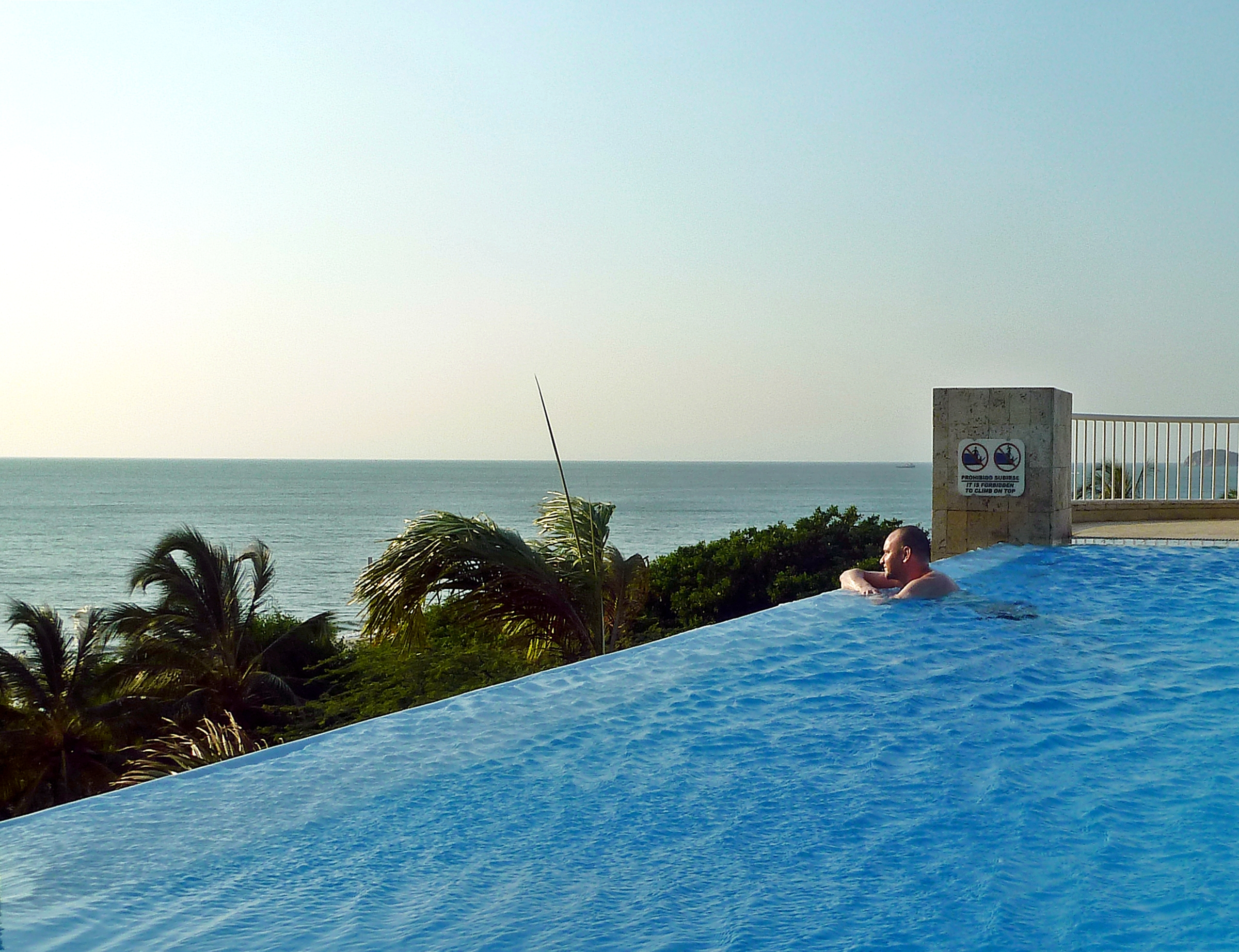
یک استخر بی‌انتها در هتلی در کلمبیا

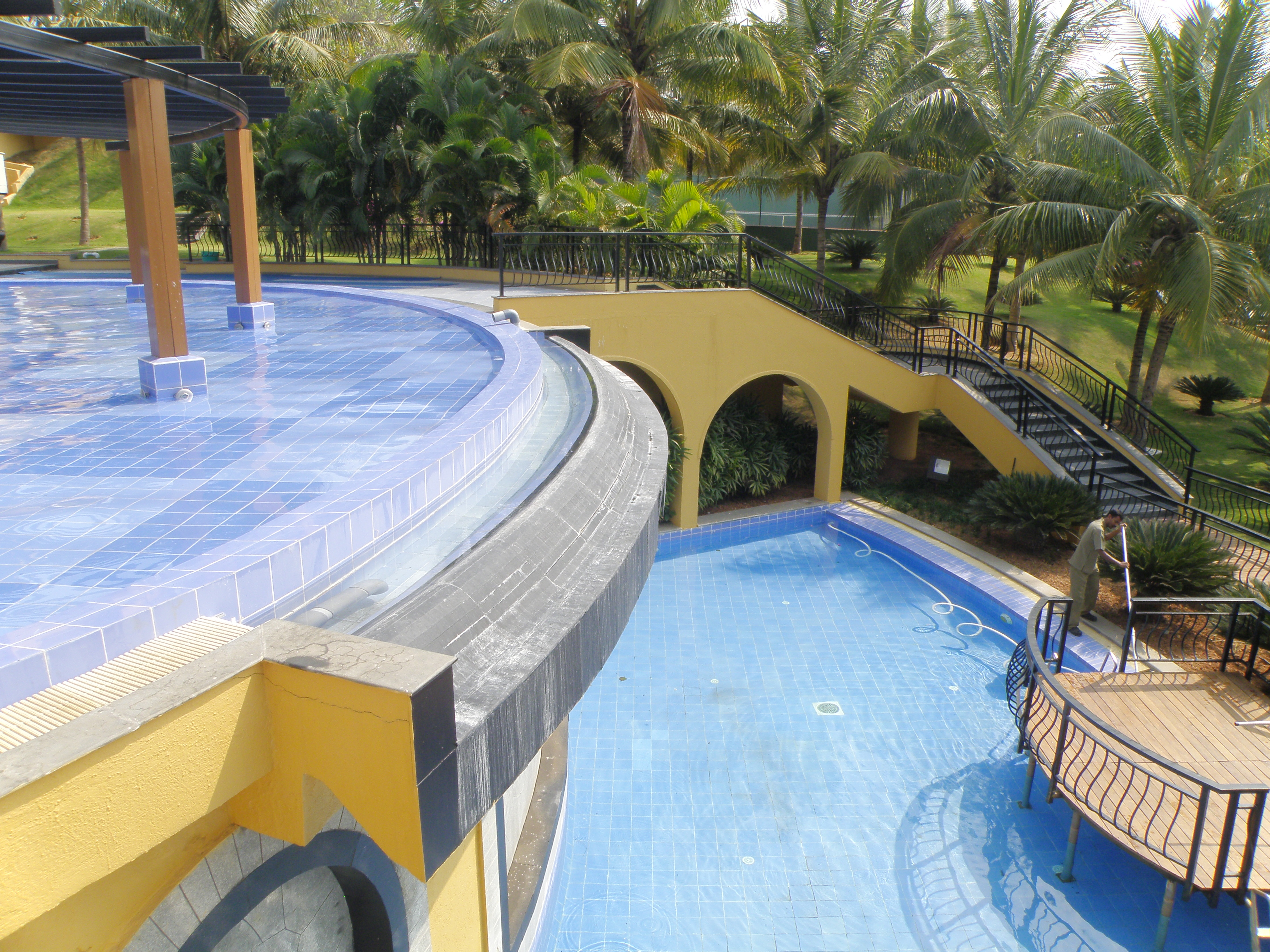
یک استخر بی‌انتها

یک استخر بی‌انتها یا استخر لبه منفی، لبه صفر، استخر بی‌نهایت، استخر لبه ناپیدا، یا استخر ناپدید شونده استخر منعکس‌کننده یا استخر شناست که در آب از یک لبه یا بیشتر جریان می‌یابد، و یک اثر بصری زیبا را از آب خلق می‌کند. چنین استخرهایی اغلب به گونه‌ای طراحی شده‌اند که به نظر می‌رسد لبه با قسمت بزرگتری از آب مانند اقیانوس، یا با آسمان ادغام شده‌است. آن‌ها اغلب در استراحتگاه‌های پر زرق و برق و و املاک منحصر به فرد، در تبلیغات، و سایر اماکن لوکس دیده می‌شوند.

## تاریخچه
مفهوم طراحی استخر بی‌انتها به در فرانسه بر می‌گردد، جایی که در سرچشمه کاخ ورسای در اوایل ۱۶۰۰، در چشمه ی گوزن، یکی از اولین طرح‌های لبه‌های محو شونده استفاده شد.

## طراحی
استخرهای بی‌انتها بسیار گران‌قیمت هستند و نیاز به جزئیات گستردهٔ ساختاری، مکانیکی، و دارند. از آنجا که آن‌ها اغلب در مکان‌های مخاطره‌آمیز ساخته شده‌است، مهندسی ساختاری صدا بسیار مهم می‌باشد. هزینه‌های بالای این استخرها را اغلب در سیستم‌های اساسی که آن‌ها را به دامنه کوه می‌کشاند می‌یابیم.
در واقع لبه استخر در یک سرریز خاتمه می‌یابد که بین یک چهارم تا یک شانزدهم اینچ (۱٫۶ تا-۶٫۴ میلی‌متر) پایین‌تر از سطح آب استخر مورد نیاز است. از طریق سنگاب یا حوضه در زیر آب‌بند ساخته شده‌است. آب به حوضه می‌رود، جایی که در آن دوباره پمپ شده و به استخر بر می‌گردد.